# Pruszków
Pruszków es una localidad polaca situada en Mazovia desde 1999. En 1975 formó parte de la región de Varsovia hasta 1998 cuando se realizó un cambio en la división administrativa del país. Es capital del condado homónimo. Está ubicada en la parte central de Polonia al oeste del área urbana de Varsovia.
La población creció de manera significativa desde comienzos del siglo XX cuando había 16.000 habitantes, hasta que en 2006 las oficinas del censo de Polonia informaron de que la población era de 55.387.

## Historia
En 1916, Pruszków alcanzó el grado de ciudad mientras seguía la I Guerra Mundial, aunque la localidad ya existía en el siglo XVI como pueblo. En el siglo XIX, la construcción de varias infraestructuras, entre ellas la construcción de la línea ferroviaria entre Varsovia y Viena y la construcción de la primera línea del sistema férreo en 1928. En 1891 se inauguró el hospital psiquiátrico a las afueras de Tworki y que a día de hoy sigue abierto.

### II Guerra Mundial
Antes de las invasiones alemana y soviética, la ciudad tuvo un importante núcleo de ciudadanos judíos. Tras la ocupación alemana de 1940, las autoridades teutonas establecieron un gueto con la intención de confinar a la población para la consecuente persecución de estos. El 31 de enero de 1941, el gueto fue cerrado y los habitantes (entre 1.400 y 3.000) fueron llevados al Gueto de Varsovia en camiones de ganado. Una vez allí tuvieron que vivir con 400 mil judíos en un área de 3,4 km². La mayoría fueron deportados a Treblinka.
Tras la sublevación de 1944, los nazis levantaron un gran campamento de tránsito (Durchgangslager) en los talleres ferroviarios para internar a los evacuados expulsados de la capital. Alrededor de 550 mil vecinos y cerca de 100 mil más de los alrededores fueron encarcelados en el Durchgangslager 121, construida a modo de prisión. Las SS y la Gestapo separaron a los afectados antes de transportarlos. Aproximadamente 650 mil polacos pasaron por el Campo de Pruszków durante los meses de agosto a septiembre de 1944. 55.000 fueron llevados a otros campos, entre los que se incluyeron 13.000 con destino a Auschwitz. Entre los deportados se encontraba gente de diversa clase social y empleo (políticos, estudiantes, artistas, físicos, psicólogos, merchantes y obreros) que se encontraban en diferentes condiciones físicas (heridos, enfermos, inválidos y mujeres embarazadas) de diferentes edades desde niños hasta ancianos de hasta 90 años. En algunos casos, había gente de diferentes etnias entre los que se incluían los judíos en sí con "documentos arios".
Tras la ofensiva del Oder-Vístula del 26 de marzo de 1945 organizada por los soviéticos, los dieciséis miembros del Gobierno Polaco clandestino fueron llamados por los rusos para dialogar en una casa situada en la calle Armii Krajowej en donde fueron arrestados por agentes del NKVD y llevados a Moscú en donde fueron encarcelados, torturados y sentenciados en los llamados Juicios de los Dieciséis.
Después de la II Guerra Mundial, Pruzsków se convirtió en uno de los centros industriales más importantes de Mazovia. Debido a su cercanía con Varsovia, varias factorías y compañías internacionales tienen su sede allí, entre las que se encuentran Herbapol, Daewoo, L'Oréal y demás centros logísticos junto con un centro polideportivo.